# Jost Schömann-Finck
Jost Schömann-Finck (ur. 8 października 1982 w Zell) – niemiecki wioślarz, reprezentant Niemiec w wioślarskiej czwórce bez sternika wagi lekkiej podczas Letnich Igrzysk Olimpijskich w Pekinie.

## Osiągnięcia
- Mistrzostwa świata – Eton 2006 – ósemka wagi lekkiej – 2. miejsce[1].
- Mistrzostwa świata – Mediolan 2007 – ósemka wagi lekkiej – 2. miejsce[1].
- Igrzyska olimpijskie – Pekin 2008 – czwórka bez sternika wagi lekkiej – 12. miejsce (nie wystartował w półfinałach)[1].
- Mistrzostwa świata – Poznań 2009 – czwórka bez sternika wagi lekkiej – 1. miejsce.
- Mistrzostwa Europy – Brześć 2009 – czwórka bez sternika wagi lekkiej – 2. miejsce.
- Mistrzostwa Europy – Montemor-o-Velho 2010 – czwórka bez sternika wagi lekkiej – 1. miejsce.
- Mistrzostwa świata – Karapiro 2010 – ósemka wagi lekkiej – 1. miejsce
- Mistrzostwa świata – Amsterdam 2014 – czwórka podwójna wagi lekkiej – 2. miejsce